# Krzysztof Widawski
Krzysztof Widawski – polski geograf, dr hab. nauk o Ziemi, adiunkt Katedry Turystyki Wydziału Turystyki w Kłodzku Wyższej Szkoły Zarządzania "Edukacja i Instytutu Geografii i Rozwoju Regionalnego Wydziału Nauk o Ziemi i Kształtowania Środowiska Uniwersytetu Wrocławskiego.

## Życiorys
6 października 2000 obronił pracę doktorską Wpływ folkloru na rozwój ruchu turystycznego na przykładzie Półwyspu Iberyjskiego, 22 czerwca 2012 uzyskał stopień doktora habilitowanego. Objął stanowisko adiunkta w Katedrze Turystyki na Wydziale Turystyki w Kłodzku Wyższej Szkoły Zarządzania "Edukacja, oraz w Instytucie Geografii i Rozwoju Regionalnego na Wydziale Nauk o Ziemi i Kształtowania Środowiska Uniwersytetu Wrocławskiego.
Był kierownikiem Katedry Turystyki Wydziału Turystyki w Kłodzku Wyższej Szkoły Zarządzania "Edukacja.